# 杉並動畫博物館
杉並動畫博物館是位於日本東京都杉並區上荻的一個有關於動畫的綜合博物館。

## 簡介
從於2003年5月開設的杉並區的設施杉並動畫資料館為根本而擴充而成，於2005年3月5日正式開放。不像三鷹之森吉卜力美術館那樣為特定作家而設的博物館，而是以全部動畫作為對象的博物館，為日本國內首個這樣的設施。
由日本動畫協會負責營運，館內分為多個區域，除了用圖像和映像說明動畫的歷史和製作過程外，也設有放映室把圖書館持有的動畫作品播放。另外也設有錄音室，能讓參觀者體驗動畫的後期配音及效果聲效製作等及處理間介紹監督、作畫監督、美術監督的工作，也包括傳統動畫（Cell Animation）、由分鏡至後期製作的製作流程。設有工作坊讓在場人士體驗仕上（即上色）和編集及初級數碼動畫。1年內也有3至4次的焦點作品展出，介紹原作者及登場角色等。近期展出包括蠟筆小新等。
館長為鈴木伸一。以藤子不二雄的作品登場人物小池さん的模型聞名。

## 場地資訊
- 地址： 日本東京都杉並區上荻3-29-5 杉並會館3樓
- 開放時間：10:00 - 18:00 （17:30 最後進場）
- 休館日：逢星期一（如該日為公眾假期則改為星期二休館）及新年前後（12月28日至1月4日）
- 入場費：免費

## 交通資料
- 東京地下鐵丸之內線：荻窪站出站後，再搭乘關東巴士，近5分鐘車程。於荻窪警察署前站下車。
- JR中央線：西荻窪站下車後，於西荻窪站北出口(3號客站)乘關東巴士，約7分鐘車程，於荻窪警察署前站下車。
- 西武新宿線：上井草站出站後，乘西武巴士(荻窪站方向)，約7分鐘車程，於荻窪警察署前站下車。
- 西武池袋線：石神井公園站下車後，於石神井公園站南出口搭乘西武巴士(經上井草站前往荻窪站方向)，約20分鐘車程，於荻窪警察署前站下車。

## 其他資訊
因3月11日發生的日本東北地方太平洋海峽地震而須要臨時閉館，由原定的3月下旬重開，延遲至4月下旬。

## 外部連結
- http://www.sam.or.jp/ （页面存档备份，存于）